# 珍珠滩瀑布

珍珠滩瀑布航拍（2023年）

珍珠滩瀑布是一个位于中国四川省阿坝藏族羌族自治州的瀑布。
珍珠滩瀑布是九寨沟内典型的组合景观之一。瀑布海拔2433米，瀑布高21米，瀑布顶端宽162.5米，最大落差可达40米。